# Неохори (Гребен)
Неохори (грч. Νεοχώρι) је насељено место у општини Гребен у периферији Западна Македонија, Грчка. Према попису из 2021. године било је 87 становника.
Према бугарском географу и историчару, Василу Канчову, у Неохорију је 1900. године живело 94 Грка. Село се раније звало Гурнаки.